# Мадисон (округ, Виргиния)
Округ Мадисон (англ. Madison County) располагается в США, в штате Виргиния. По состоянию на 2010 год, численность населения составляла 13 308 человек. Получил своё название в честь семьи Мэдисонов, потомком которых был четвертый президент США Джеймс Мэдисон.

## География
По данным Бюро переписи США, общая площадь округа равняется 834 км², из которых 831 км² суша и 3 км² или 0,4 % это водоемы.

### Соседние округа
- Пейдж (Виргиния) — северо-запад
- Раппаханнок (Виргиния) — север
- Калпепер (Виргиния) — восток
- Ориндж (Виргиния) — юго-восток
- Грин (Виргиния) — юго-запад

## Демография
По данным переписи населения 2000 года в округе проживает 12 520 жителей в составе 4 739 домашних хозяйств и 3 521 семей. Плотность населения составляет 15 человек на км². На территории округа насчитывается 5 239 жилых строений, при плотности застройки 6 строений на км². Расовый состав населения: белые — 86,71 %, афроамериканцы — 11,41 %, коренные американцы (индейцы) — 0,14 %, азиаты — 0,50 %, гавайцы — 0,02 %, представители других рас — 0,29 %, представители двух или более рас — 0,93 %. Испаноязычные составляли 0,77 % населения независимо от расы.
В составе 30,90 % из общего числа домашних хозяйств проживают дети в возрасте до 18 лет, 61,40 % домашних хозяйств представляют собой супружеские пары проживающие вместе, 8,80 % домашних хозяйств представляют собой одиноких женщин без супруга, 25,70 % домашних хозяйств не имеют отношения к семьям, 21,80 % домашних хозяйств состоят из одного человека, 9,50 % домашних хозяйств состоят из престарелых (65 лет и старше), проживающих в одиночестве. Средний размер домашнего хозяйства составляет 2,60 человека, и средний размер семьи 3,03 человека.
Возрастной состав округа: 24,10 % моложе 18 лет, 6,90 % от 18 до 24, 27,60 % от 25 до 44, 26,40 % от 45 до 64 и 15,00 % от 65 и старше. Средний возраст жителя округа 40 лет. На каждые 100 женщин приходится 95,00 мужчин. На каждые 100 женщин старше 18 лет приходится 94,60 мужчин.
Средний доход на домохозяйство в округе составлял 39 856 USD, на семью — 44 857 USD. Среднестатистический заработок мужчины составлял 30 805 USD против 24 384 USD для женщины. Доход на душу населения был 18 636 USD. Около 6,90 % семей и 9,60 % общего населения находились ниже черты бедности, в том числе — 12,70 % молодежи (тех кому ещё не исполнилось 18 лет) и 10,20 % тех кому было уже больше 65 лет.